# Step Inside Love
Step Inside Love è un brano musicale interpretato da Cilla Black, composto da Paul McCartney. Il singolo della cantante di Liverpool giunse alla nona posizione delle classifiche britanniche.

## Il brano

### Composizione e la versione di Cilla Black
La Black era stata in passato un'artista della scuderia di Brian Epstein. Paul McCartney scrisse Step Inside Love per farla apparire nella prima serie televisiva della cantante, intitolata Cilla, mandata in onda per la prima volta il 30 gennaio 1968. L'anno precedente, Macca aveva registrato un demo acustico poco articolato nella sua casa a Cavendish Avenue di Londra. La Black, assieme ad un addetto allo show televisivo, Michael Hurll, ne aveva richiesto la composizione; non era la prima canzone data alla cantante con la sua stessa origine. Il demo, così come le prime registrazioni del pezzo, comprendevano solamente una strofa ed un ritornello, per cui Hurll richiese a McCartney di continuare; il polistrumentista andò al BBC Theatre al quartiere londinese di Shepherd's Bush, e, in presenza dei due, aggiunse un secondo verso, ispirandosi alla stanchezza della vocalist dopo molte prove.

### La versione dei Beatles
Nel corso delle sedute per il White Album, il 16 settembre 1968 venne incisa I Will; nell'occasione, i Beatles, senza George Harrison, registrarono alcuni brani, tra cui Step Inside Love e Los Paranoias. La versione della band è stata pubblicata, legata in un medley con quest'ultima canzone, sull'Anthology 3 del 1996. Per l'inclusione su quest'album, la traccia subì un edit: da un'originale durata di oltre sei minuti, sul disco dura 2:31. Il produttore era Chris Thomas, ed il fonico Ken Scott.

#### Formazione
- Paul McCartney: voce, chitarra acustica
- Ringo Starr: legnetti
- John Lennon: percussioni[1]

## Cover
- Madeline Bell - 1968
- The Alan Caddy Orchestra & Singers - 1971
- Elvis Costello & The Attractions - 27 giugno 1994
- The Beatnix - 21 agosto 1998
- Kate Pierson & Johnny Society - 2003[2]